# Strudel

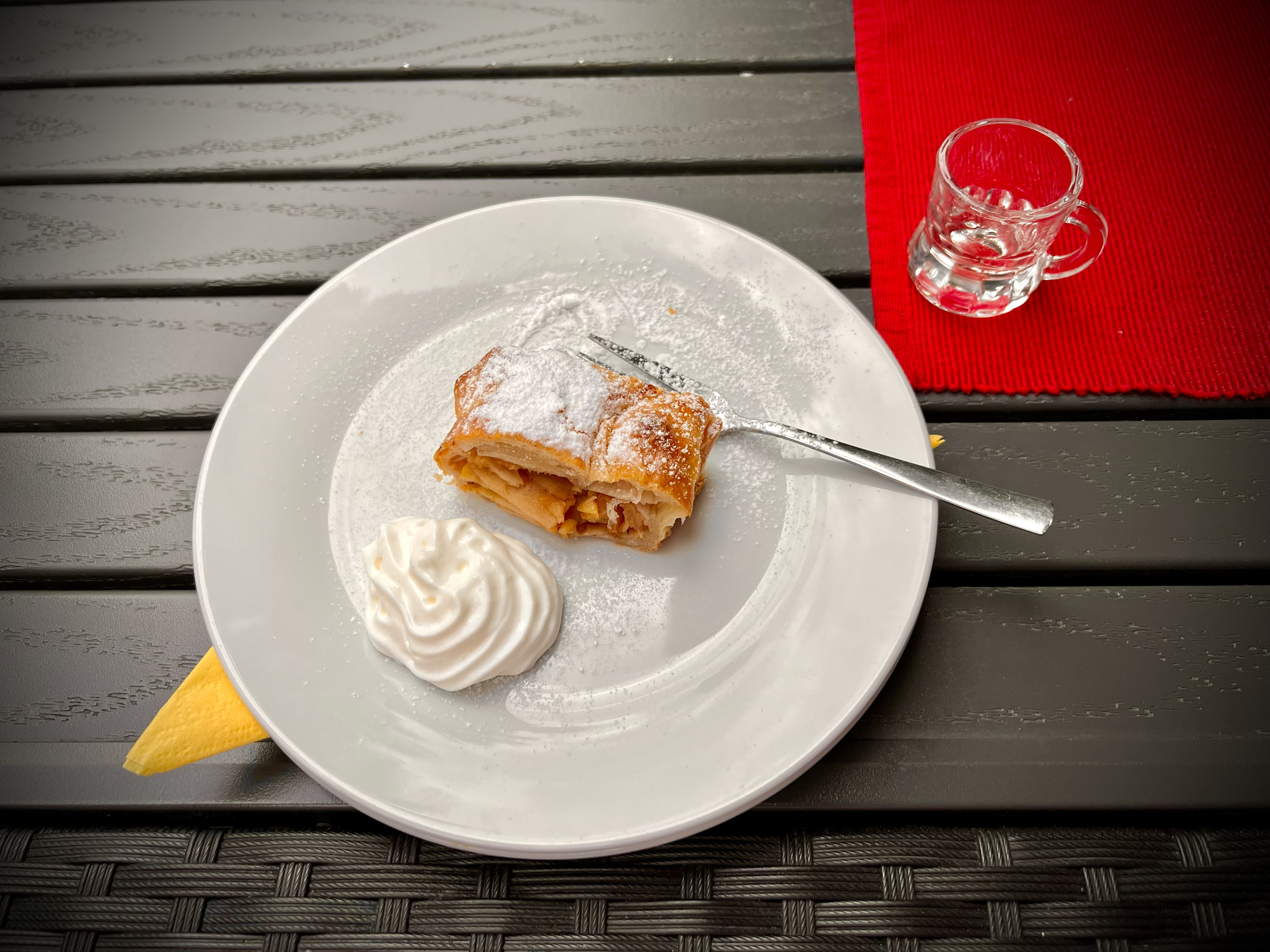
Strudel táo

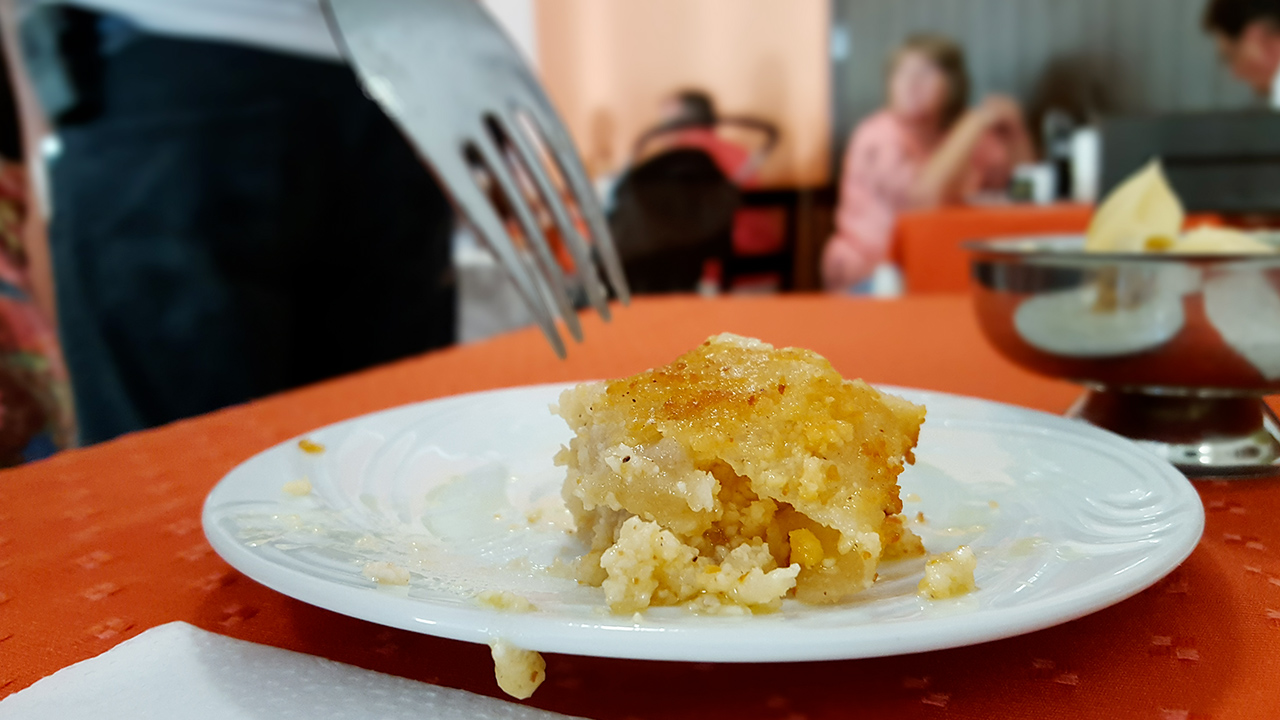
Strudel táo

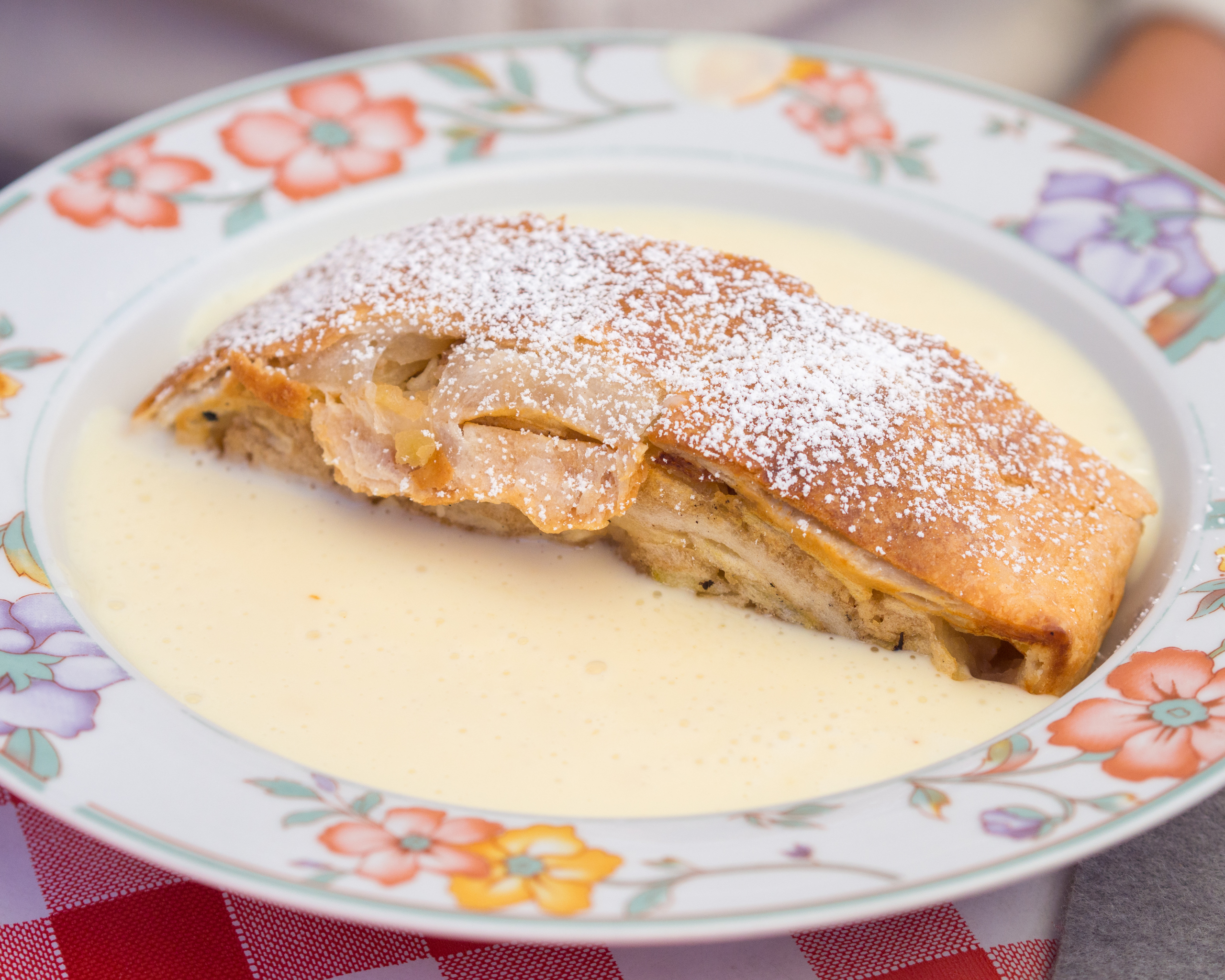
Apfelstrudel

Strudel là một loại bánh ngọt pastry nhiều lớp với nhân thường là đồ ngọt. Nó trở nên phổ biến vào thế kỷ 18 trên khắp đế chế Habsburg. Strudel là một phần của ẩm thực Áo nhưng nó cũng rất phổ biến ở các nước Trung Âu khác. Những công thức về Strudel lâu đời nhất (Milchrahmstrudel và Strudel củ cải) đều có xuất phát điểm từ năm 1696, được ghi trong một cuốn sách dạy nấu ăn viết tay tại Wienbibliothek im Rathaus (trước đây là Wiener Stadtbibliothek). Loại bánh pastry này bắt nguồn từ các kiểu bánh pastry khác ở vùng Cận Đông (xem baklava và ẩm thực Thổ Nhĩ Kỳ).

## Từ nguyên học
Strudel là một từ mượn của tiếng Anh từ tiếng Đức. Từ này có nguồn gốc từ tiếng Đức là Strudel, và trong tiếng Đức Trung kỳ Trung Cổ thì nó có nghĩa đen là "vực nước xoáy" hoặc "xoáy nước".

## Pastry
Các strudel được nhiều người biết đến nhất gồm Apfelstrudel (tiếng Đức là strudel nhân táo) và Topfenstrudel (với quark mềm ngọt, thường thấy trong các Topfen của người Đức Áo), tiếp theo là Millirahmstrudel (strudel kem sữa, Milchrahmstrudel). Các loại strudel khác bao gồm anh đào chua (Weichselstrudel), anh đào ngọt, nhân hạt (Nussstrudel), Strudel mơ, Strudel mận, strudel hạt thuốc phiện (Mohnstrudel), và strudel nho khô. Ngoài ra còn có các món strudel khai vị kết hợp với rau chân vịt, cải bắp, khoai tây, bí ngô, dưa cải Đức, và những strudel nhân thịt khác như Lungenstrudel hoặc Fleischstrudel.